# 阿部大地
阿部 大地（あべ だいち、1996年3月17日 – ）は日本の俳優。福島県出身。体重は55 kg。モンスターファーム所属。

## 出演

### 舞台・ミュージカル
- ちっちゃな英雄（2015年6月27日 - 2018年5月27日、サンリオピューロランド内フェアリーランドシアター） - 家、森ねずみ 役[1]
- Live Musical「SHOW BY ROCK!!」-深淵のCrossAmbivalence-（2017年10月19日 - 10月29日、AiiA 2.5 Theater Tokyo） - ジューダス Jr. 役[2]
- アニドルカラーズ！キュアステージ〜シリウス学園編〜（2018年6月30日 - 7月8日、シアターGロッソ） - アンサンブル 役[1]
- 銀座辻る（2018年8月17日、オルタナティブシアター） - るんるんボーイズ 役[1]
- 朱を喰らうモノの月〜標月島編〜（2018年10月31日 - 11月4日、新宿村LIVE） - ボルコ 役[3]
- サンドイッチの作り方（2018年12月19日 - 12月24日、バルスタジオ）- 佐々木吉規 役[4]
- バトリズムステージ - ヒナタ 役
  - バトリズムステージスピンオフ朗読劇（2019年、シアターサンモール）[1]
  - 青春歌闘劇バトリズムステージ WAVE（2019年1月25日 - 2月3日、シアターサンモール）[5]
  - 青春歌闘劇バトリズムステージINITIO（イニシオ）（2021年1月27日 - 1月31日、草月ホール）[6]
- 弱虫ペダル - 水田信行 役
  - 『弱虫ペダル』新インターハイ篇 〜制・限・解・除（リミットブレイカー）〜（2019年5月10日 - 5月19日、シアター1010／2019年5月25日 - 5月26日、浪切ホール）[7]
  - 『弱虫ペダル』新インターハイ篇 FINAL 〜POWER OF BIKE〜（2020年2月21日 - 2月23日、天王洲 銀河劇場／2020年2月27日 - 2月29日、メルパルクホール）[8]
- ご町内デュエル（2019年7月31日 - 8月4日、バルスタジオ） - 山県 役[9]
- 五分後をかえろ！〜砂時計がもたらす奇跡〜（2019年10月2日 - 10月6日、アトリエファンファーレ東新宿） - 田中道雄 役[1]
- マリア〜The first Xmas of the last children〜（2019年12月18日 - 12月22日、バルスタジオ） - ロト 役[10]
- バクステ！3rd stage.～舞台裏にも『スタッフ』という演劇人がいる。～（2020年7月29日 - 8月10日、赤坂RED/THEATER） - 役者・巻城豊 役[11]
- ミュージカル『封神演義‐開戦の前奏曲-』（2020年10月25日、ステラボール） - 哪吒 役[12]
- ミュージカル『スタミュ』スピンオフ team楪＆team漣 単独公演『Storytellers』（2020年12月5日 - 12月12日、シアター1010／2020年12月18日 -12月20日、ステラボール） - 甲本哲也 役[13]
- シャイニングモンスター～ばくのふだ～（Shining編 / Shadow編）（2021年3月13日 - 3月25日、CBGKシブゲキ!!） - 獺 役[14]
- ジュエルステージ『オンエア！』 - 藤間鈴 役
  - ジュエルステージ『オンエア！』（2022年6月3日 - 12日、東京ドームシティ シアターGロッソ）[15]
  - ジュエルステージ『オンエア！』～Unit Story side Prid's～（2022年11月11日 - 27日、Mixalive TOKYO Theater Mixa）[16]
- コマネーア！～Call My Name Again～（2022年7月13日 - 18日、シアターグリーン BOX in BOX THEATER）[17]
- 『ダイヤのA』 The MUSICAL（2022年9月30日 - 10月10日、天王洲 銀河劇場） - 小湊春市 役[18]
- BURAI3 -最終章-（2024年4月17日 - 22日、あうるすぽっと）[19]
- 逆転満塁サヨナラ、またね。（2024年5月22日 - 26日、シアターグリーン BIG TREE THEATER）[20]

### 映画
- ゴジラ-1.0（2023年11月3日公開、東宝）